# Paoli-Denkmal

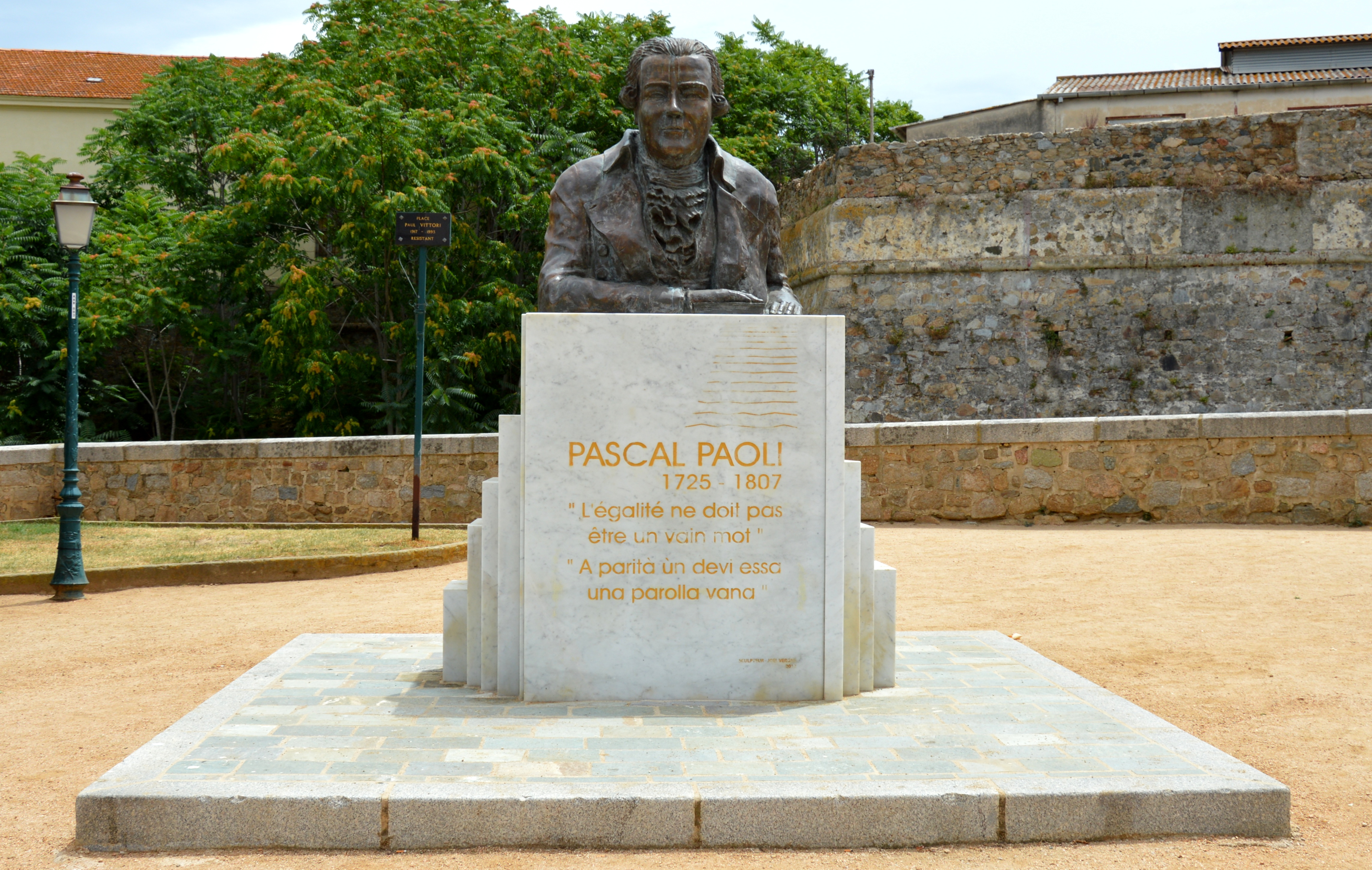
Paoli-Denkmal, 2018

Das Paoli-Denkmal ist ein Denkmal für den korsischen Freiheitskämpfer Pascal Paoli in Ajaccio, der Hauptstadt der Insel Korsika.

## Lage
Das Denkmal befindet sich am südöstlichen Rand der Altstadt von Ajaccio, in einer kleinen Parkanlage auf der Südseite des Boulevard Danièle Casanova. Südlich erstreckt sich die Zitadelle Ajaccio.

## Gestaltung und Geschichte
Im Juni 2011 wurde eine Komitee zur Errichtung eines Denkmals für Paoli gegründet. Den Vorsitz führte Nathalie Risterucci, Stellvertreterin war Ange Pantaloni. Mit einem Gesamtbudget von 80.000 € entstand 2012 eine Paoli darstellende 1,4 Meter hohe und 380 Kilogramm schwere Bronzebüste. Sie wurde in der Werkstatt von Joël Vergne geschaffen und in der Gießerei Blanchet-Lamdowski hergestellt. Die Büste ruht auf einem 2400 Kilogramm schweren Block aus weißem Carrara-Marmor. Insgesamt erreicht das Denkmal eine Größe von 3,10 Metern.
Auf der Vorderseite des Sockels befindet sich unter dem Namen und Lebensdaten PASCAL PAOLI 1725-1807 eine Inschrift auf Französischer und Korsischer Sprache. Es handelt sich um ein vom Komitee gemeinsam mit dem Bürgermeister Ajaccios Simon Renucci ausgewähltes Zitat Paolis:
"L'égalité ne doit pas

être un vain mot"

"A parità un deve essa 

parolla vana"
(deutsch etwa: Gleichheit darf kein leeres Wort sein)